# Dick Enthoven
Dick Enthoven (nascido em 2 de agosto de 1936) é um ex-ciclista profissional holandês. Seu filho, Edwin também foi brevemente um ciclista profissional.[carece de fontes?]
Terminou em terceiro lugar na competição Volta à Polónia de 1959.

## Carreira
Foi um ciclista profissional de 1959 a 1965. A vitória mais importante de sua carreira foi em 1961, quando surpreendentemente venceu a vitória final na Volta aos Países Baixos.[carece de fontes?]